# 天野陽一
天野陽一（あまの よういち）は、日本のミュージカル俳優である。奈良県出身。劇団四季所属。

## 略歴
- 早稲田大学社会科学部卒業。
- 2001年に劇団四季研究所に入所。
- 39期生　397人応募30名合格。

## 出演記録
- 『ジーザス・クライスト・スーパースター』- デビュー作
- 『夢から醒めた夢』- 夢の配達人役
- 『オペラ座の怪人』- ラウル子爵役

その他、出演ミュージカルは
- 『ライオンキング』
- 『マンマ・ミーア!』
- 『ミュージカル李香蘭』
- 『エビータ』など多数にわたる。